# 古聲
《古聲》是倪匡筆下科幻小說衛斯理系列之一。故事設想在古代的陶瓷瓶內花紋中，能夠尋找到古代的聲音。因為製作工匠的疏忽。留下類似現代唱片的紋路。

## 故事大綱
衛斯理收到了在美國的考古學家黃博宜寄來的一盒錄音帶，上面記錄著神秘的哀樂和一個女子尖叫聲。可是，黃博宜卻遇到車禍死去，留下錄音帶的謎團。衛斯理推斷錄音帶記載了邪教組織的儀式，親赴一個邪教大本營，利用反催眠方法嘗試從對方口中探出真相，但沒有任何發現。衛斯理又研究了那宗車禍，證實也是無關，在分析錄音帶的語音又不得要領。衛斯理便從黃博宜身邊的人研究，找到了其朋友安小姐，證實了錄音帶上的聲音，是黃博宜所研究的一隻中國戰國時代的長瓶，像唱片的原理一樣記載著一名楚國女子被獻祭時的情景。

## 廣播劇
- 大陸廣州電台於2004年起以粵語首播衛斯理廣播劇，由主播講出《古聲》故事。
  - 主播:陳峰
  - 合共7集

| 前任者： 028 大廈 | 衛斯理系列（按編號） 029 （包括盡頭）                 | 繼任者： 030 換頭記 |
| 前任者： 狐變     | 衛斯理系列（按連載時序） 1970年5月11日至1970年6月14日 | 繼任者： 虛像       |